# Lijst van partners van koningen van Navarra
Dit is een lijst van de echtgenotes (echtgenoten) van de koningen (koninginnen) van Navarra, de heersers van het koninkrijk Navarra.
| Koningin-gemalin | Periode      | Echtgenote van       | Opmerkingen                                                                              |
| Huis Íñiguez     | Huis Íñiguez | Huis Íñiguez         | Huis Íñiguez                                                                             |
| ---------------- | ------------ | -------------------- | ---------------------------------------------------------------------------------------- |
| Oneca            | ? - ?        | Ínigo Íñiguez Arista |                                                                                          |
| Urraca           | ? - 858      | García Íñiguez       |                                                                                          |
| Leodegundis      | 858 - 870    | García Íñiguez       |                                                                                          |
| Oria             | ? - ?        | Fortún Garcés        |                                                                                          |
| Huis Jiménez     |              |                      |                                                                                          |
| Toda             | 905 - ?      | Sancho I Garcés      |                                                                                          |
| Sancha           | ? - ?        | Jimeno Garcés        |                                                                                          |
| Andregoto        | ? - ?        | García I Sánchez     |                                                                                          |
| Theresia         | ? - ?        | García I Sánchez     |                                                                                          |
| Urraca           | 970 - 994    | Sancho II Garcés     |                                                                                          |
| Jimena           | ? - ?        | García II            |                                                                                          |
| Mayor            | 1010 - 1035  | Sancho III           |                                                                                          |
| Stephanie        | 1038 - 1054  | García III Sánchez   |                                                                                          |
| Placencia        | 1068 - ?     | Sancho IV            |                                                                                          |
| Felicitas        | 1076 - 1094  | Sancho V Ramírez *   | * is Sancho I van Aragón                                                                 |
| Agnes            | 1094 - 1097  | Peter I *            | * is Peter I van Aragón                                                                  |
| Urraca *         | 1109 - 1126  | Alfons I **          | * Urracca is zelf regerend koningin in Castilië-León + Galicië ** is Alfons I van Aragón |
| Margaretha       | 1134 - 1144  | García IV            |                                                                                          |
| Urraca           | 1144 - 1150  | García IV            |                                                                                          |
| Sancha           | 1157 - 1179  | Sancho VI            |                                                                                          |
| Constance        | 1195 - 1234  | Sancho VII           |                                                                                          |
| Huis Champagne   |              |                      |                                                                                          |
| Margaretha       | 1234 - 1253  | Theobald I           |                                                                                          |
| Isabella         | 1255 - 1270  | Theobald II          |                                                                                          |
| Blanca           | 1272 - 1274  | Hendrik I            |                                                                                          |
| Filips I *       | 1284 - 1305  | Johanna I            | * is koning Filips IV van Frankrijk                                                      |
| Huis Capet       |              |                      |                                                                                          |
| Margaretha       | 1305 - 1315  | Lodewijk I *         | * is Lodewijk X van Frankrijk                                                            |
| Clementia        | 1315 - 1316  | Lodewijk I *         | * is Lodewijk X van Frankrijk                                                            |
| Johanna          | 1316 - 1322  | Filips II *          | * is Filips V van Frankrijk                                                              |
| Blanca           | 1322         | Karel I *            | * is Karel IV van Frankrijk                                                              |
| Maria            | 1322 - 1324  | Karel I *            | * is Karel IV van Frankrijk                                                              |
| Johanna          | 1326 - 1328  | Karel I *            | * is Karel IV van Frankrijk                                                              |
| Filips III       | 1328 - 1343  | Johanna II           |                                                                                          |
| Huis Évreux      |              |                      |                                                                                          |
| Johanna          | 1352 - 1373  | Karel II             |                                                                                          |
| Eleonora         | 1387 - 1416  | Karel III            |                                                                                          |
| Jan II *         | 1425 - 1441  | Blanca I             | * is Johan II van Aragón                                                                 |
| Huis Trastámara  |              |                      |                                                                                          |
| Johanna          | 1447 - 1468  | Johan II *           | * is Johan II van Aragón                                                                 |
| Gastón           | 1479         | Eleonora I           |                                                                                          |
| Huis Foix        |              |                      |                                                                                          |
| Jan III          | 1494 - 1516  | Catharina            |                                                                                          |
| Huis Albret      |              |                      |                                                                                          |
| Margaretha       | 1529 - 1549  | Hendrik II           |                                                                                          |
| Antoon           | 1555 - 1562  | Johanna III          |                                                                                          |
| Huis Bourbon     |              |                      |                                                                                          |
| Maria            | 1600 - 1610  | Hendrik III *        | * is koning Hendrik IV van Frankrijk (1589-1610)                                         |
| Anna             | 1615 - 1620  | Lodewijk II *        | * is Lodewijk XIII van Frankrijk                                                         |

Lodewijk II (XIII) verenigt in 1620 beide koninkrijken, hetgeen op een annexatie van Navarra door Frankrijk neerkomt. De koningen van Frankrijk voeren de titel koning van Navarra echter nog tot 1791 en opnieuw van 1814 tot 1830.